# Diga di Asuwagawa
La diga di Asuwagawa (足羽川ダム?, Asuwagawa damu) è una diga vicino alla città di Fukui, nella prefettura omonima, in Giappone.